# تسوکوبامیرای، ایباراکی
تسوکوبامیرای در استان ایباراکی در کشور ژاپن واقع شده‌است  که دارای جمعیت ۴۱٬۹۵۷ نفر و مساحت ۷۹٫۱۴ کیلومتر مربع با تراکم جمعیت ۵۳۰  نفر در کیلومترمربع است و در تاریخ ۲۷ مارس ۲۰۰۶ به عنوان شهر شناخته شد.